# Mount Scenery
Mount Scenery je v současnosti neaktivní sopka na ostrově Saba v Karibském moři. S výškou 870 m  je zároveň nejvyšším vrchem Nizozemského království. Nejvyšší horou pevninského Nizozemska je Vaalserberg, vysoký 322 m.
Svahy sopky jsou posety mnoha lávovými dómy.

## Geologická stavba
Sopka leží na zlomovém systému, probíhajícím v linii severovýchod-jihozápad, který je i v současnosti zdrojem seismické aktivity a aktivních horkých pramenů na severovýchodním a jihozápadním pobřeží ostrova, jakož i v přilehlých mořských mělčinách.
Masiv Scenery je tvořen převážně andezity, bazalty se vyskytují jen zřídka. Morfologicky převládají lávové dómy a pyroklastické proudy, v menší míře jsou zastoupeny i pemzová depozita plinijských erupcí. Rozšířeny jsou i hydrotermálně přeměněné horniny a sirná mineralizace. Síra se tu v minulosti těžila. Věk nejstarších hornin se odhaduje na 400 000 let, poslední erupce se odehrála těsně před příchodem prvních Evropanů na ostrov – v roce 1640.
V letech 1995 až 1997 se zvýšila seismická aktivita, jakož i teplota vody termálních pramenů (o 7–12 °C), což naznačuje možné obnovení vulkanické aktivity masivu.